# Сихаил
Сихаил („спътник Божий“) е архангел-херувим в кабалистичната и християнската ангелология. Този архангел не е известен в каноничните текстове на Библията, неговото име се споменава в апокрифнии съчинения, където е показан като победител на бесовете.
Името на Архангел Сихаил се споменава в средновековни руски християнски предания за "дванадесетте трески (болести)", свързани със свети Сисиний Кизически. Името на Сихаил присъства и в заклинателни молитви, известни от новгородски грамоти от XII век (№№ 734 и 1022).
В кабалистичните източници Сихаил се асоциира различно: в повечето случаи като свързан със зодиакалния знак Стрелец и деня четвъртък, в други — като свързан с понеделник или петък, почти всички го свързват с планетата Юпитер.